# Friedrich Blume
Friedrich Blume (ur. 5 stycznia 1893 w Schlüchtern, zm. 22 listopada 1975 tamże) – niemiecki muzykolog.

## Życiorys
W 1911 rozpoczął studia medyczne i filozoficzne na Uniwersytecie w Monachium, następnie został słuchaczem wykładów Heinricha Wölfflina z historii sztuki oraz Adolfa Sandbergera i Theodora Kroyera z muzykologii. Po obronieniu pracy licencjackiej z medycyny w 1914 zaniechał dalszego kształcenia w tym kierunku. W pełni poświęcił się rozwiniętym już tematycznie studiom humanistycznym w Lipsku, gdzie uczyli go H. Riemann i A. Schering. Ze względu na wybuch I wojny światowej musiał przerwać studia i odbył służbę wojskową. W okresie walk na froncie zachodnim dostał się do niewoli brytyjskiej, skąd powrócił dopiero w 1919 r. Podjął wtedy przerwane studia muzykologiczne, jednak do filozofii i historii sztuki już nie powrócił w bezpośrednich studiach. Został ponownie przyjęty na Uniwersytet w Lipsku, gdzie w 1921 przy pomocy promotorów Hermanna Aberta i Arnolda Scheringa uzyskał tytuł doktora na podstawie pracy Studien zur Vorgeschichte der Orchester-Suite. W 1923 został lektorem na Uniwersytecie Fryderyka Wilhelma w Berlinie. Tam habilitował się dwa lata później na podstawie rozprawy Das modische Prinzip in der protestantischen Kirchenmusik. W 1927 powierzono mu kierownictwo Instytutu Muzykologii w Berlinie. Zaś rok później zaproponowano mu prowadzenie wykładów w Kirchenmusikschule w Spandau, którą propozycję przyjął entuzjastycznie. W 2. poł. l. 20. podjął się wydania opracowania, komentarzu i wydania dzieł wszystkich M. Praetoriusa, a pod koniec dekady zainicjował serię wydawniczą Das Chorwerk. Ze względów politycznych Blume musiał opuścić w 1933 prestiżowy uniwersytet berliński i działał jako profesor w Kilonii. Jednak już w 1935 został powołany w skład pracowników stałych Staatliches Institut für deutsche Musikforschung w Berlinie. Z ramienia instytutu kierował w latach 1939–1945 wydaniem serii Das Erbe deutscher Musik i periodykiem „Deutsche Musikkultur”. Równolegle, w 1942, został przewodniczącym Neue Schütz-Gesselshaft. Był nim do 1946. W następnym roku, tuż po założeniu Gesellschaft für Musikforschung, został wybrany jego prezesem, którym był do 1962. W 1948–1972 był członkiem prezydium Międzynarodowego Towarzystwa Muzykologicznego. W 1949 podjął się redakcji encyklopedii Die Musik in Geschichte und Gegenwart. Zespołem encyklopedycznym kierował, mimo przejścia w 1958 na emeryturę, aż do śmierci.

## Praca naukowa
Zainteresowania naukowe Blumego skupiały się przede wszystkim na historii muzyki niemieckiej (M. Praetorius, H. Schütz, J.S. Bach, W.A. Mozart). Wśród jego rozlicznych prac szczególną pozycję zajmuje Die evangelische Kirchenmusik. Temat ten podjął uczony ponownie po trzydziestu latach w pracy zespołowej, w której przedstawił wyczerpująco dzieje muzyki ewangelickiej od M. Lutra do Bacha. Opracowanie historii muzyki ewangelickiej zasadza się na szerokim (charakterystycznym u Blumego) wykorzystaniu źródeł i analizie muzycznej podporządkowanej uogólnieniom. Blume reprezentował bowiem, odchodzącą już powoli w niepamięć, szkołę metodologiczną, która odznaczała się swobodą redagowania myśli syntetycznej. Świadczą o tym jego obszerne artykuły w Die Musik in Geschichte und Gagenwart o renesansie, baroku, klasycyzmie i romantyzmie, które w przekładzie angielskim ukazały się w wydaniu książkowym. Autor proponuje w nich nową, aczkolwiek nie osamotnioną, periodyzację dziejów muzyki, określając twórczość muzyczną okresu 1750–1910 mianem okresu klasyczno-romantycznego. Nowe ujęcie definicji gatunku muzycznego i formy muzycznej oraz podstawowych elementów dzieła muzycznego występuje także w artykule Form. Erudycja oraz rzeczowość i logika wywodów sprawiły, że tezy Blumego mają dużą wartość poznawczą i siłę inspiracyjną.
Blume należał do wybitnych organizatorów życia naukowego. Przez szereg lat sprawował funkcje kierownicze w stowarzyszeniach muzykologicznych niemieckich i międzynarodowych (wieloletni przewodniczący Międzynarodowego Towarzystwa Muzykologicznego). Z jego inicjatywy i pod jego kierownictwem wydana została zakrojona na bezprecedensową miarę encyklopedia Die Musik in Gesischte und Gegenwart, odzwierciedlająca współczesny stan badań muzykologii światowej – dzieło, któremu uczony poświęcił ponad trzydzieści lat swojego życia. Z jego inicjatywy zaczął wychodzić również katalog rękopisów i starodruków Répetoire International des Sources Musicales. Do współpracy przy obu publikacjach zostali włączeni naukowcy z wielu krajów. Owe przedsięwzięcia, zaspokajające podstawowe potrzeby badawcze współczesnej muzykologii, powiększyły miarę historycznych zasług Blumego dla tej nauki.

## Publikacje
- Die formgeschichtiche Stellung der Klavier-Konzerte Mozarts, Monachium 1924
- Studien zur Vorgeschichte der Orchester-Suite im 15. und 16. Jahrhundert, Lipsk 1925
- Das modische Prinzip in der protestantischen Kirchenmusik, Lipsk 1925
- Eine unbekannte Violin-Sonate von Johann Sebastian Bach, 1928
- Michael Praetorius, Wolfenböttel 1929
- Fortspinnung und Entwicklung, Wolfenböttel 1929
- Heinrich Schütz in den geistigen Strömungen seiner Zeit, 1930
- Josef Haydns künstleriche Entwicklung in seinen Streichqartetten, 1931
- Die evangelische Kirchenmusik, Poczdam 1931
- Das Werk des Michael Praetorius, 1935
- Heinrich Schütz, Gesetz und Freihait, 1936
- Individuum und Gemeinschaft im Chorgesang, 1937
- Das Rasseproblem in die Musik, Wolfenböttel 1938
- Musik, Anschauung und Sinnbild, 1938
- Die Formung der Musikgeschishte, 1940
- Das Kantatenwerk Ditrich Buxtehudes, 1940
- Mozart und die Überlieferung, 1941
- A. Pflegers Kieler Universitätsoden, 1943
- Wesen und Werden deutscher Musik, Kassel 1944
- Johann Sebastian Bach im Wandel der Geschichte, Kassel 1947
- Neue bachforschung, 1954
- Mozart’s style and influence, 1956
- Mozart, the contertos: their sources, 1956
- Umrisse eines neuen Bach-Bildes, 1962
- Santygma musicologicum, Kassel 1963
- Bach in the romantic era, 1964
- Geschichte der evangelischen Kirchenmusik, Kassel 1965 (praca zbiorowa)
- Das musikalische Kunstwerk in der Geschishte, 1967
- Historische Musikforschung in der Gegenwart, 1967
- Renaissance and baroque music, Nowy Jork 1967
- Lo stato attuale degli studi su bach, 1969
- Classic and romantic music, Nowy Jork 1970